# Пастра
Па́стра (болг. Пастра) — село в Кюстендильській області Болгарії. Входить до складу общини Рила.

## Населення
За даними перепису населення 2011 року у селі проживали 232 особи, з них 166 осіб (99,4%) — болгари.
Розподіл населення за віком у 2011 році:
Динаміка населення: